# Basitonie

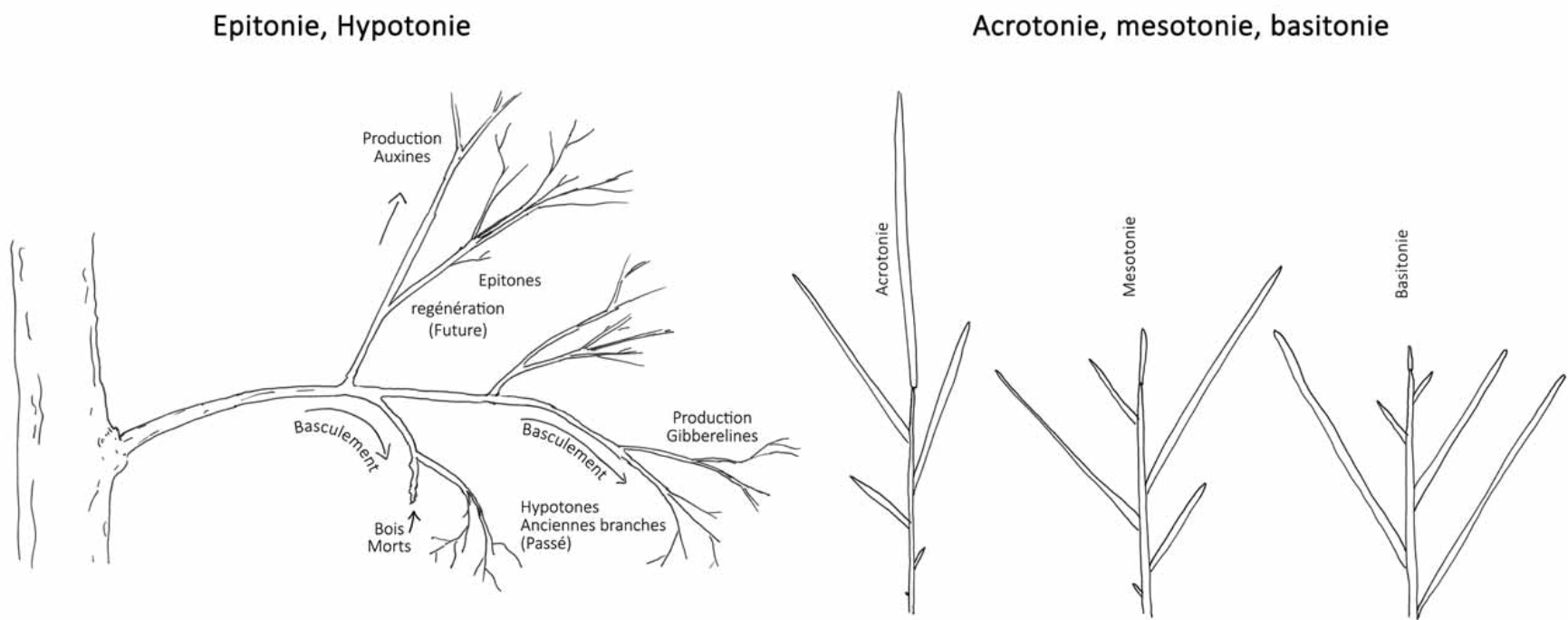
Ramifications hypotone, épitone, acrotone, mésotone, basitone.

La basitonie (du grec básis, base, et tonos, tension) est la tendance des plantes à alimenter prioritairement en sève les rameaux situés à la base de la tige pour privilégier la croissance des bourgeons axillaires les plus bas. Ainsi, les rameaux secondaires seront plus grands et plus nombreux à la base de la tige et des rameaux primaires les plus bas (port buissonnant). 
Ce mode de ramification contrôlé par le phénomène de dominance apicale qui règle le développement relatif des bourgeons terminaux, est le contraire de l'acrotonie caractéristique du port arborescent. De nombreuses formes intermédiaires peuvent être observées.
C'est le cas par exemple du noisetier.